# فراتسا
فراتسا (بالبلغارية: Враца)‏ هي مدينة تَقع في شمال غرب بلغاريا، على بُعد 110 كم من العاصمة صوفيا. وتوجد المدينة على سُفوح جبال البلقان، وهي عاصمة مقاطعة فراتسا.
تُعد مدينة فراتسا مدينة صناعية ومركز تِجاري ومَكان لصِناعة الحِرف اليَدوية وتقاطع للسكك الحديدية. تقوم الصناعات على غزل والنسيج، ومعالجة المعادن، والصناعات الكيميائية وخزف.

## المناخ
يظهر الجدول التالي التغييرات المناخية على مدار السنة لفراتسا:
| البيانات المناخية لـفراتسا        | البيانات المناخية لـفراتسا | البيانات المناخية لـفراتسا | البيانات المناخية لـفراتسا | البيانات المناخية لـفراتسا | البيانات المناخية لـفراتسا | البيانات المناخية لـفراتسا | البيانات المناخية لـفراتسا | البيانات المناخية لـفراتسا | البيانات المناخية لـفراتسا | البيانات المناخية لـفراتسا | البيانات المناخية لـفراتسا | البيانات المناخية لـفراتسا | البيانات المناخية لـفراتسا |
| الشهر                             | يناير                      | فبراير                     | مارس                       | أبريل                      | مايو                       | يونيو                      | يوليو                      | أغسطس                      | سبتمبر                     | أكتوبر                     | نوفمبر                     | ديسمبر                     | المعدل السنوي              |
| --------------------------------- | -------------------------- | -------------------------- | -------------------------- | -------------------------- | -------------------------- | -------------------------- | -------------------------- | -------------------------- | -------------------------- | -------------------------- | -------------------------- | -------------------------- | -------------------------- |
| متوسط درجة الحرارة الكبرى °م (°ف) | 3.2 (37.8)                 | 5.8 (42.4)                 | 11.0 (51.8)                | 17.5 (63.5)                | 23.1 (73.6)                | 26.8 (80.2)                | 29.5 (85.1)                | 29.7 (85.5)                | 25.3 (77.5)                | 18.4 (65.1)                | 11.6 (52.9)                | 5.3 (41.5)                 | 17.3 (63.1)                |
| المتوسط اليومي °م (°ف)            | −0.6 (30.9)                | 1.6 (34.9)                 | 6.4 (43.5)                 | 12.5 (54.5)                | 18.1 (64.6)                | 21.8 (71.2)                | 24.1 (75.4)                | 24.1 (75.4)                | 20.0 (68.0)                | 13.5 (56.3)                | 7.9 (46.2)                 | 1.8 (35.2)                 | 12.6 (54.7)                |
| متوسط درجة الحرارة الصغرى °م (°ف) | −4.3 (24.3)                | −2.7 (27.1)                | 1.8 (35.2)                 | 7.5 (45.5)                 | 12.1 (53.8)                | 15.8 (60.4)                | 17.7 (63.9)                | 17.5 (63.5)                | 13.6 (56.5)                | 8.5 (47.3)                 | 3.7 (38.7)                 | −1.4 (29.5)                | 7.5 (45.5)                 |
| الهطول مم (إنش)                   | 48 (1.9)                   | 41 (1.6)                   | 52 (2.0)                   | 71 (2.8)                   | 112 (4.4)                  | 106 (4.2)                  | 78 (3.1)                   | 61 (2.4)                   | 59 (2.3)                   | 65 (2.6)                   | 62 (2.4)                   | 54 (2.1)                   | 809 (31.9)                 |
| المصدر: Stringmeteo.org           |                            |                            |                            |                            |                            |                            |                            |                            |                            |                            |                            |                            |                            |

## توأمة
لفراتسا اتفاقيات توأمة مع كل من:
- فرانكفورت (2009 - )
- كرايوفا
- Villeneuve-le-Roi [الإنجليزية]‏
- بور
- كوبرين
- سومي (1966 - )

## أعلام
- تسفيتان يونشيف
- إيفان أنجيلوف
- مارتن بتروف
- جورجي أنتونوف